# Reasonable Doubt (Album)
Reasonable Doubt ist das Debütalbum von Rapper Jay-Z aus Brooklyn, New York City. Es wurden bis heute 1,5 Millionen Kopien in den USA verkauft. Im Veröffentlichungsjahr wurden 420.000 Kopien verkauft, und Reasonable Doubt schaffte es auf Platz 23 der amerikanischen Billboard Charts. Das Hip-Hop-Magazin The Source vergab 4 Mics für das Album (eine Auszeichnung für besonders gute Hip-Hop- und Rapalben). Reasonable Doubt wird als Klassiker gehandelt und ist im Mafioso-Rapstil der späten 1990er Jahre gehalten. Der Rolling Stone führte das Album im Jahr 2012 auf Platz 250 seiner Liste der 500 besten Alben aller Zeiten.

## Übersicht
Das Album wird oft mit Nas’ Debütalbum Illmatic verglichen, das zwei Jahre zuvor veröffentlicht wurde, konnte aber nie denselben Stellenwert erlangen. Jay-Z war von Illmatic so begeistert, dass er auf dem Track Dead Presidents II Nas’ Stimme mit dem Wortspiel „I’m out for dead presidents to represent me“ aus dem Song The World Is Yours sampelte.
Reasonable Doubt wurde in einer Zeit veröffentlicht, während der das „Mafia-Image“ eine große Rolle in der Hip-Hop-Szene spielte. Jay-Z war damals von anderen Mafia-inspirierten Alben wie Raekwons Only Built 4 Cuban Linx… und AZs Doe or Die inspiriert, wie er in späteren Interviews erzählte. Es gibt auch Zusammenhänge mit The Notorious B.I.G., der eine Zeit lang das Gangster-Pseudonym Frank White trug, welcher ebenfalls auf Reasonable Doubt vertreten ist. Als Singleauskopplungen wurden die Songs Dead Presidents II, Ain't No Nigga, Can't Knock The Hustle (featuring Mary J. Blige) und Feelin’ It (featuring Mecca) ausgewählt. Zu allen vier Songs wurden Videos gedreht.

## Titelliste
1. Can’t Knock the Hustle f/ Mary J. Blige (produziert von Knobody,  Dahoud Darien, Sean Cane)
2. Politics As Usual (produziert von Ski)
3. Brooklyn’s Finest f/ The Notorious B.I.G. (produziert von Clark Kent, Damon Dash)
4. Dead Presidents II  (produziert von Ski)
5. Feelin’ It f/ Mecca (produziert von Ski)
6. D’evils (produziert von DJ Premier)
7. 22 Two's (produziert von Ski)
8. Can I Live (produziert von DJ Irv)
9. Ain’t No Nigga f/ Foxy Brown (produziert von Big Jaz)
10. Friend or Foe  (produziert von DJ Premier)
11. Coming of Age f/ Memphis Bleek (produziert von Clark Kent)
12. Cashmere Thoughts (produziert von Clark Kent)
13. Bring It On f/ Big Jaz & Sauce Money (produziert von DJ Premier)
14. Regrets (produziert von Peter Panic)
15. Can I Live II f/ Memphis Bleek (produziert von K-Rob)
16. Can’t Knock The Hustle (Fool’s Paradise Remix) f/ Meli'sa Morgan (Bonus-Track) (produziert von DJ Irv)

## Kommerzieller Erfolg

### Chartplatzierungen
| ChartsChartplatzierungen       | Höchstplatzierung | Wochen |
| ------------------------------ | ----------------- | ------ |
| Vereinigte Staaten (Billboard) | 23 (18 Wo.)       | 18     |

### Auszeichnungen für Musikverkäufe
| Land/Region                  | Auszeichnungen für Musikverkäufe (Land/Region, Auszeichnung, Verkäufe) | Verkäufe  |
| ---------------------------- | ---------------------------------------------------------------------- | --------- |
| Vereinigte Staaten (RIAA)    | Platin                                                                 | 1.000.000 |
| Vereinigtes Königreich (BPI) | Gold                                                                   | 100.000   |
| Insgesamt                    | 1× Gold · 1× Platin ·                                                  | 1.100.000 |

Hauptartikel: Jay-Z/Auszeichnungen für Musikverkäufe